# Боулсбург (Пенсільванія)
Боулсбург (англ. Boalsburg) — переписна місцевість (CDP) в США, в окрузі Сентр штату Пенсільванія. Населення — 4577 осіб (2020).

## Географія
Боулсбург розташований за координатами 40°46′42″ пн. ш. 77°46′24″ зх. д. / 40.77833° пн. ш. 77.77333° зх. д. (40.778292, -77.773337).  За даними Бюро перепису населення США в 2010 році переписна місцевість мала площу 15,01 км², уся площа — суходіл.

## Демографія
Згідно з переписом 2010 року, у переписній місцевості мешкали 3722 особи в 1523 домогосподарствах у складі 1076 родин. Густота населення становила 248 осіб/км².  Було 1613 помешкання (107/км²).
Расовий склад населення:
| - 93,5 % — білих - 2,2 % — чорних або афроамериканців - 2,0 % — азіатів - 0,1 % — корінних американців |

До двох чи більше рас належало 1,7 %. Частка іспаномовних становила 1,6 % від усіх жителів.
За віковим діапазоном населення розподілялося таким чином: 23,3 % — особи молодші 18 років, 62,4 % — особи у віці 18—64 років, 14,3 % — особи у віці 65 років та старші. Медіана віку мешканця становила 42,8 року. На 100 осіб жіночої статі у переписній місцевості припадало 91,9 чоловіків;  на 100 жінок у віці від 18 років та старших — 89,1 чоловіків також старших 18 років.
Середній дохід на одне домашнє господарство  становив 92 525 доларів США (медіана — 77 275), а середній дохід на одну сім'ю — 102 230 доларів (медіана — 99 327). За межею бідності перебувало 10,9 % осіб, у тому числі 29,3 % дітей у віці до 18 років та 0,0 % осіб у віці 65 років та старших.
Цивільне працевлаштоване населення становило 2068 осіб. Основні галузі зайнятості: освіта, охорона здоров'я та соціальна допомога — 36,8 %, мистецтво, розваги та відпочинок — 16,2 %, науковці, спеціалісти, менеджери — 15,8 %.